# Perimele (figlia di Ippodamante)
Perimele è un personaggio della mitologia greca, citata da Ovidio nelle sue Metamorfosi.
Perimele era figlia di Ippodamante, e fu segretamente amata dal dio-fiume Acheloo. Quando suo padre lo scoprì, la gettò in mare da una scogliera. Acheloo allora la fece galleggiare sulle onde, implorando Poseidone di aiutarla. Il dio del mare la trasformò in un'isola che da allora porta il suo nome. Il mito localizza l'isola come una delle Echinadi, situate alla foce del fiume Acheloo.